# Aurel (Drôme)
Aurel é uma comuna francesa na região administrativa de Auvérnia-Ródano-Alpes, no departamento de Drôme. Estende-se por uma área de 26,26 km². Em 2010 a comuna tinha 249 habitantes (densidade: 9,5 hab./km²).